# Bulgária az 1994. évi téli olimpiai játékokon
Bulgária a norvégiai Lillehammerben megrendezett 1994. évi téli olimpiai játékok egyik részt vevő nemzete volt. Az országot az olimpián 7 sportágban 17 sportoló képviselte, akik érmet nem szereztek.

## Alpesisí
Férfi
| Versenyző      | Versenyszám            | 1. futam      | 1. futam      | 2. futam | 2. futam | Összesítés | Összesítés |
| Versenyző      | Versenyszám            | Idő           | Hely.         | Idő      | Hely.    | Idő        | Helyezés   |
| -------------- | ---------------------- | ------------- | ------------- | -------- | -------- | ---------- | ---------- |
| Petar Dicsev   | Lesiklás               |               |               |          |          | 1:51,07    | 44.        |
| Petar Dicsev   | Műlesiklás             | nem ért célba | nem ért célba | kiesett  | kiesett  | kiesett    | kiesett    |
| Ljubomir Popov | Műlesiklás             | nem ért célba | nem ért célba | kiesett  | kiesett  | kiesett    | kiesett    |
| Ljubomir Popov | Óriás-műlesiklás       | nem ért célba | nem ért célba | kiesett  | kiesett  | kiesett    | kiesett    |
| Ljubomir Popov | Szuperóriás-műlesiklás |               |               |          |          | 1:37,01    | 35.        |

| Versenyző      | Versenyszám | Lesiklás | Lesiklás | Műlesiklás | Műlesiklás | Műlesiklás | Műlesiklás | Műlesiklás | Műlesiklás | Összesítés | Összesítés |
| Versenyző      | Versenyszám | Lesiklás | Lesiklás | 1. futam   | 1. futam   | 2. futam   | 2. futam   | Össz.      | Össz.      | Összesítés | Összesítés |
| Versenyző      | Versenyszám | Idő      | Hely.    | Idő        | Hely.      | Idő        | Hely.      | Idő        | Hely.      | Idő        | Helyezés   |
| -------------- | ----------- | -------- | -------- | ---------- | ---------- | ---------- | ---------- | ---------- | ---------- | ---------- | ---------- |
| Petar Dicsev   | Összetett   | 1:42,41  | 42.*     | 54,97      | 30.        | 51,23      | 23.        | 1:46,20    | 24.        | 3:28,61    | 26.        |
| Ljubomir Popov | Összetett   | 1:42,41  | 42.*     | 52,40      | 13.        | 50,23      | 18.        | 1:42,63    | 16.        | 3:25,04    | 19.        |

* - egy másik versenyzővel azonos eredményt ért el

## Biatlon
Férfi
| Versenyző         | Versenyszám  | Lövőhiba    | Időeredmény | Helyezés |
| ----------------- | ------------ | ----------- | ----------- | -------- |
| Kraszimir Videnov | 10 km sprint | 1 (0+1)     | 30:59,3     | 31.      |
| Kraszimir Videnov | 20 km egyéni | 6 (2+1+2+1) | 1:05:21,4   | 60.      |

Női
| Versenyző                                                                        | Versenyszám      | Lövőhiba    | Időeredmény | Helyezés |
| -------------------------------------------------------------------------------- | ---------------- | ----------- | ----------- | -------- |
| Nadezsda Alekszieva                                                              | 15 km egyéni     | 3 (0+1+1+1) | 59:15,0     | 47.      |
| Ekaterina Dafovszka                                                              | 7,5 km sprint    | 1 (0+1)     | 27:54,4     | 29.      |
| Iva Karagjozova-Skodreva                                                         | 7,5 km sprint    | 0 (0+0)     | 27:00,6     | 11.      |
| Iva Karagjozova-Skodreva                                                         | 15 km egyéni     | 4 (2+0+2+0) | 58:48,2     | 41.      |
| Marija Manolova                                                                  | 7,5 km sprint    | 2 (0+2)     | 29:26,7     | 52.*     |
| Marija Manolova                                                                  | 15 km egyéni     | 2 (1+1+0+0) | 55:58,2     | 22.      |
| Marija Manolova Nadezsda Alekszieva Ekaterina Dafovszka Iva Karagjozova-Skodreva | 4 × 7,5 km váltó | 3           | 2:00:16,2   | 13.      |

* - egy másik versenyzővel azonos eredményt ért el

## Bob
| Versenyző                            | Versenyszám | 1. futam | 1. futam | 2. futam | 2. futam | 3. futam | 3. futam | 4. futam | 4. futam | Összesítés | Összesítés |
| Versenyző                            | Versenyszám | Idő      | Hely.    | Idő      | Hely.    | Idő      | Hely.    | Idő      | Hely.    | Idő        | Helyezés   |
| ------------------------------------ | ----------- | -------- | -------- | -------- | -------- | -------- | -------- | -------- | -------- | ---------- | ---------- |
| Cvetozar Viktorov Valentin Atanaszov | Kettes      | 53,79    | 26.      | 53,85    | 25.      | 54,20    | 28.      | 53,97    | 24.      | 3:35,81    | 25.        |

## Műkorcsolya
| Versenyző          | Versenyszám | Rövid program     | Rövid program | Rövid program | Kűr               | Kűr   | Kűr         | Összesítés         | Összesítés |
| Versenyző          | Versenyszám | Több. hely. száma | Hely.         | Hely. pont.   | Több. hely. száma | Hely. | Hely. pont. | Helyezési pontszám | Helyezés   |
| ------------------ | ----------- | ----------------- | ------------- | ------------- | ----------------- | ----- | ----------- | ------------------ | ---------- |
| Cvetelina Abraseva | Női egyéni  | 6×22+             | 22.           | 11,0          | 9×24+             | 24.   | 24,0        | 35,0               | 24.        |

## Rövidpályás gyorskorcsolya
Női
| Versenyző         | Versenyszám | Előfutam | Előfutam | Negyeddöntő | Negyeddöntő | Elődöntő | Elődöntő | B döntő | B döntő | Döntő   | Döntő   | Helyezés |
| Versenyző         | Versenyszám | Idő      | Hely.    | Idő         | Hely.       | Idő      | Hely.    | Idő     | Hely.   | Idő     | Hely.   | Helyezés |
| ----------------- | ----------- | -------- | -------- | ----------- | ----------- | -------- | -------- | ------- | ------- | ------- | ------- | -------- |
| Evgenija Radanova | 500 m       | 50,67    | 3.       | kiesett     | kiesett     | kiesett  | kiesett  | kiesett | kiesett | kiesett | kiesett | 23.      |
| Evgenija Radanova | 1000 m      | 1:45,67  | 3.       | kiesett     | kiesett     | kiesett  | kiesett  | kiesett | kiesett | kiesett | kiesett | 21.      |

## Sífutás
Férfi
| Versenyző         | Versenyszám         | Eredmény  | Helyezés |
| ----------------- | ------------------- | --------- | -------- |
| Szlavcso Batinkov | 10 km               | 28:02,2   | 69.      |
| Szlavcso Batinkov | 15 km üldözőverseny | 44:27,5   | 60.      |
| Szlavcso Batinkov | 30 km               | 1:24:19,4 | 58.      |
| Iszkren Plankov   | 10 km               | 28:39,0   | 74.      |
| Iszkren Plankov   | 15 km üldözőverseny | 46:32,5   | 67.      |
| Petar Zografov    | 10 km               | 29:49,4   | 81.      |
| Petar Zografov    | 15 km üldözőverseny | 47:22,2   | 70.      |
| Petar Zografov    | 30 km               | 1:27:18,6 | 64.      |

Női
| Versenyző        | Versenyszám         | Eredmény  | Helyezés |
| ---------------- | ------------------- | --------- | -------- |
| Irina Nikulcsina | 5 km                | 16:41,6   | 57.      |
| Irina Nikulcsina | 10 km üldözőverseny | 33:38,6   | 43.      |
| Irina Nikulcsina | 15 km               | 47:03,5   | 44.      |
| Irina Nikulcsina | 30 km               | 1:36:06,3 | 38.      |

## Szánkó
| Versenyző                       | Versenyszám | 1. futam | 1. futam | 2. futam | 2. futam | Összesítés | Összesítés |
| Versenyző                       | Versenyszám | Idő      | Hely.    | Idő      | Hely.    | Idő        | Helyezés   |
| ------------------------------- | ----------- | -------- | -------- | -------- | -------- | ---------- | ---------- |
| Ilko Karacsolov Ivan Karacsolov | Kettes      | 50,936   | 19.      | 50,827   | 19.      | 1:41,763   | 19.        |